# Randy Savage
Randall Mario Poffo (født 15. november 1952 i Columbus, Ohio – 20. maj 2011), bedre kendt under ringnavnet "Macho Man" Randy Savage, var amerikansk wrestler og skuespiller, der var mest kendt for sin tid i World Wrestling Federation (WWF) og World Championship Wrestling (WCW). Randy Savage var en 6-dobbelt verdensmester og har vundet WWF's VM-titel to gange og WCW's VM-titel fire gange. I WWF blev han ofte ledsaget af sin manager og daværende kone Miss Elizabeth.
Savage blev kendt for sin letgenkendelige dybe og hæse stemme, sit farverige wrestlingudstyr (der ofte bestod af solbriller, bandana, spraglede kapper og cowboyhat), sin intensitet inden for og uden for ringen, sin entré til ringen ledsaget af tonerne fra Edward Elgars "Pomp and Circumstances" (der i USA ofte spilles i forbindelse med dimission) og sine slagord "Oh yeah!". Udover at være 6-dobbelt verdensmester vandt Randy Savage også WWF Intercontinental Championship og WWF's King of the Ring-turnering i 1987. I WCW vandt han sin første af fire VM-titler ved at vinde en battle royal ved WCW's World War 3 i 1995. Savage indstillede karrieren i 2000.

## Wrestling

### World Wrestling Federation (1985-1994)

#### Heel-wrestler i WWF (1985)
Randy Poffo startede i wrestling-branchen i 1973 og wrestlede bl.a. i Georgia Championship Wrestling (GCW), hvor booker Ole Anderson gav ham ringnavnet Randy Savage. Savage fik ikke meget succes og wrestlede bl.a. i sin fars International Championship Wrestling og Jerry Lawlers Continental Wrestling Association, inden han skrev kontrakt med World Wrestling Federation (WWF) i juni 1985. 
Flere etablerede manageren tilbød Savage deres hjælp, da han kom til WWF, heriblandt Bobby Heenan, Jimmy Hart og Freddie Blassie). Savage sagde dog nej og introducerede i stedet for Miss Elizabeth som sin manager. I november 1985 fik han sin første kampe på et pay-per-view-show, hvor han deltog i en turnering med 16 deltagere. Savage besejrede Ivan Putski, Ricky Steamboat og Dynamite Kid, inden han blev besejret i finalen af Junkyard Dog.

#### WWF Intercontinental Championship (1986-1987)
I slutningen af 1985 indledte Savage en fejde med Tito Santana, der var indehaver af WWF Intercontinental Championship, som var WWF's mest prestigefyldte titel efter organisationens VM-titel. Savage var dog ikke i stand til at vinde titlen i første omgang. Savage fik dog en rematch 24. februar 1986, hvor han besejrede Tito Santana ved at slå ham i hovedet med et ulovligt våben. Randy Savage fik i denne periode også to sejre over sin fremtidige tagteam-partner og WWF's regerende verdensmester Hulk Hogan. Kampene blev dog vundet, fordi Hogan blev talt ud, og derfor vandt Savage ikke VM-titlen. 
Randy Savage indledte en fejde med George "The Animal" Steele i 1986, fordi Steele blev forelsket i Miss Elizabeth. Randy Savage besejrede Steele ved WWF's WrestleMania 2, hvor han samtidig forsvarede sin titel. Savage forsvarede også titlen mod Jake Roberts i november 1986 og yderligere to gange mod Steele i starten af 1987. Ved WWF's WrestleMania III i 1987 wrestlede Randy Savage i hvad mange mener er én af de bedste wrestlingkampe nogensinde. I kampen blev Savage besejret af Ricky Steamboat, der fik hjælp af hans manager George Steele. Dermed var Savages 14 måneder lange periode som mester ovre. Kampen blev kåret som årets kamp i 1987 af Pro Wrestling Illustrated. 

#### Mega Powers og verdensmester (1987-1989)
Savage blev en face-wrestler i 1987, fordi fans elskede hans karisma, hans tekniske evner i ringen og tilstedeværelsen af Miss Elizabeth. Samme år vandt han WWF's King of the Ring-turnering. Savage indledte en fejde med Honky Tonk Man, der var begyndt at kalde sig for den bedste indehaver af WWF Intercontinental Championship nogensinde. I oktober 1987 under en titelkamp mod Honky Tonk Man slog han desuden sin status som face-wrestler fast, da han blev reddet af WWF's regerende verdensmester Hulk Hogan i et slagsmål med bl.a. Honky Tonk Man og The Hart Foundation. Som resultat deraf blev tagteamet Mega Powers født. 
WWF's VM-titel blev erklæret for ledig efter en VM-titelkamp mellem Hulk Hogan og André the Giant i starten af 1988. WWF arrangerede en VM-titelturnering ved WWF's WrestleMania IV, hvor Randy Savage var én af de 14 deltagere. Savage besejrede Butch Reed, Greg Valentine og One Man Gang og kvalificerede sig dermed til finalen. Med hjælp fra Hulk Hogan var han i stand til at besejre "The Million Dollar Man" Ted DiBiase og vandt dermed WWF's VM-titel for første gang. Savage forsvarede VM-titlen i over et år mod bl.a. One Man Gang og André the Giant.
Tagteamet Mega Powers (Randy Savage og Hulk Hogan) primære fejde var mod Ted DiBiase og André the Giant, og Mega Powers vandt en tagteam-kamp ved WWF's første udgave af pay-per-view-showet SummerSlam i sommeren 1988. Der begyndte dog at opstå problemer mellem Savage og Hogan i starten af 1989, fordi Hogan også udnævnte Miss Elizabeth som manager. Ved WWF's Royal Rumble i januar 1989 kom Hogan desuden til at eliminere Savage ved en fejl, og måneden efter blev Savage til en heel-wrestler igen, da han efterlod Hogan alene i ringen mod Akeem og Big Bossman og efterfølgende gav ham en lussing i omklædningsrummet. 
Randy Savage og Hulk Hogan mødtes ved WWF's WrestleMania V, hvor Hulk Hogan vandt VM-titlen og dermed endte Savages 371 dage som verdensmester. Der skulle gå 19 år, før at en verdensmester (John Cena) igen skulle forsvare VM-titlen i mere end et år. Savage skiftede Miss Elizabeth ud som manager og hyrede i stedet for Sensational Sherri. Savage dannede også et tagteam med Zeus, en skuespiller fra Hulk Hogans film No Holds Barred, og Savage og Zeus blev besejret af Hulk Hogan og Brutus Beefcake ved WWF's SummerSlam i sommeren 1989. De fik en rematch senere samme år, men tabte.

#### Macho "King" (1989-1991)
Randy Savage tog en ny gimmick i brug i september 1999, hvor han begyndte at kalde sig for "Macho King", efter at han havde besejret Hacksaw Jim Duggan over titlen som WWF's King of the Ring. Kort tid efter blev han også kronet som den nye konge i WWF af wrestleren The Genius, som i virkeligheden var Savages bror Lanny Poffo. Savages tidligere rival Ted DiBiase gav ham desuden en scepter, som han fremover ofte brugte som våben. 
"Macho King" Randy Savage og Hulk Hogan mødtes endnu engang i en VM-titelkamp under en episode af WWF's The Main Event d. 23. februar 1990. Hogan vandt kampen, hvor den nye verdensmester i sværvægtsboksning James Buster Douglas var dommer i kampen. Savages fejde med Hulk Hogan var dermed langt om længe ovre, og han indledte i stedet for en fejde med Dusty Rhodes. Savage besejrede ham ved WWF's SummerSlam i sommeren 1990. I slutningen af 1990 indledte han en fejde med Ultimate Warrior, der var regerende verdensmester i WWF, efter at han havde besejret Hulk Hogan ved WrestleMania VI. Fejden eskalerede ved WWF's Royal Rumble i januar 1990, hvor Ultimate Warrior nægtede at lade Savage få en VM-titelkamp. Savage fik dog hævn mod Ultimate Warrior, da han angreb ham i hans VM-titelkamp mod Sgt. Slaughter samme aften. Sgt. Slaughter fik dermed sejren og VM-titlen. Savage og Ultimate Warrior fik sig en Retirement match ved WWF's WrestleMania VII, hvor Ultimate Warrior med en sejr satte en stopper for Savages karriere. Efter kampen blev Savage angrebet af Queen Sherri, og det blev for meget for Miss Elizabeth, der sad blandt tilskuerne i arenaen, og Miss Elizabeth kom til Savages hjælp. Til trods for at Savage indstillede karrieren, forblev han i WWF, mens Ultimate Warrior blev fyret nogle måneder senere. 

#### Kommentator og comeback (1991-1994)
Savage kom tilbage til WWF's tv-programmer i en anden rolle end en wrestler, og han gik tilbage til navnet "Macho Man". Selvom han for det meste var en face-kommentator, ville han stadig komme med kritik af nogle af sine gamle rivaler, heriblandt Hulk Hogan og Ultimate Warrior. Historien med genforeningen af ham og Miss Elizabeth fortsatte i WWF, og Savage friede til hende i ringen, og det blev efterfulgt af et bryllup ved WWF's SummerSlam i sommeren 1991, der blev kaldt "The Match Made in Heaven". Ved parrets bryllupsfest kom Jake Roberts en slange ned blandt deres bryllupsgaver. I den næste tid forsøgte Randy Savage at få lov til at gøre comeback som wrestler, og til sidst fik han sig en kamp mod Jake Roberts. Savage besejrede Roberts to gange – ved WWF's This Tuesday in Texas i november 1991 og under en episode af WWF's Saturday Night's Main Event d. 8. februar 1992. 
Savage startede herefter en fejde med den nye verdensmester Ric Flair. Flair påstod, at han havde været i seng med Miss Elizabeth. Det resulterede i en VM-titelkamp mellem de to ved WWF's WrestleMania VIII, som blev vundet af Randy Savage. Det var hans anden VM-titel i karrieren. Uden for wrestling-branchen blev Randy Savage og Miss Elizabeth skilt, og hun stoppede med at være hans manager. De havde i virkeligheden været gift siden 1984. Parret gik officielt fra hinanden d. 18. september 1992. 
Savage forsvarede VM-titlen ved WWF's SummerSlam i sommeren 1992 mod Ultimate Warrior. Under en episode af WWF's Prime Time Wrestling blev Savage besejret af Ric Flair, efter at Razor Ramon havde hjulpet Flair i løbet af kampen. Savage og Ultimate Warrior dannede et tagteam, og de udfordrede de regerende verdensmestre for tagteams, Money Inc. (Ted DiBiase og Irwin R. Schyster). De vandt dog ikke VM-bælterne og blev sat til at møde Ric Flair og Razor Ramon ved WWF's Survivor Series i november 1992. Ultimate Warrior blev dog fyret nogle uger inden pay-per-view-showet og erstattet af Mr. Perfect. Savage og Mr. Perfect vandt kampen. 
I januar 1993 begyndte WWF at sende et nyt ugentligt tv-program Monday Night Raw, og Savage blev kommentator på showet. Han wrestlede herefter kun sjældent. Han blev dog nr. 2 ved WWF's Royal Rumble i januar 1993, hvor han blev elimineret til sidst af Yokozuna. Hans sidste kamp ved et af WWF's pay-per-view-shows var mod Crush ved WrestleMania X i 1994. Savage fortsatte som kommentator i WWF indtil oktober 1994, hvor han forlod organisationen. 

### World Championship Wrestling (1994-2000)

#### Verdensmester i WCW (1994-1996)
Randy Savage skrev kontrakt med World Championship Wrestling (WCW) og fik debut ved WCW's Starrcade i december 1994. Kommentatorerne i WCW spekulerede på, om Savage ville komme og hjælpe WCW's regerende verdensmester Hulk Hogan, der kæmpede mod 3 Faces of Fear, eller om han ville slutte sig til Hogans fjender. Efter Hogans VM-titelkamp mod The Butcher ved Starrcade kom Savage til ringen og hjalp Hulk Hogan. Starrcade blev sluttet af med et håndtryk og en gendannelse af tagteamet Mega Powers i WCW. Måneden efter kunne Mega Powers besejre The Butcher og Kevin Sullivan ved WCW's Clash of the Champions. Ved WCW's SuperBrawl V i februar 1995 vandt Savage sammen med Sting over Avalanche og Big Bubba Rogers. Randy Savage mødte den 230 kg Avalanche ved WCW's Uncensored i marts 1995, hvor Savage fik sejren via diskvalifikation, da en "fan" løb op i ringen og angreb ham. Denne fan var i virkeligheden Ric Flair, og Savage og Flair indledte en ny fejde. 
Savage deltog i en titelturnering om WCW United States Heavyweight Championship. Han besejrede The Butcher i første runde og Steve Austin i anden runde. I semifinalen skulle han møde Ric Flair, men deres kamp fandt aldrig sted, da der opstod en slåskamp mellem de to backstage umiddelbart inden kampen. Som resultat heraf blev de begge elimineret fra turneringen. De to mødtes dog i en kamp ved WCW's The Great American Bash, hvor Ric Flair vandt. Savage fik dog revanche måneden efter ved WCW's Bash at the Beach. Randy Savage var en del af Hulkamania-holdet (Hulk Hogan, Randy Savage, Sting og Lex Luger), der besejrede Dungeon of Doom ved WCW's Fall Brawl i september 1995. Under kampen opstod der spændinger mellem ham og Lex Luger, fordi Savage ikke mente, at han kunne stole på Luger. Måneden efter blev WCW's VM-titel erklæret for ledig efter en VM-titelkamp mellem Hulk Hogan og The Giant. En ny verdensmester skulle kåres i en battle royal ved WCW's World War 3, hvor 60 wrestlere kæmpede om VM-titlen. Savage vandt denne battle royal og for første gang VM-titlen i WCW. Savage forsvarede VM-titlen mod bl.a. Lex Luger og The Giant, inden han tabte den til Ric Flair ved WCW's Starrcade 1995 i december. Savage vandt dog VM-titlen tilbage under en episode af WCW Monday Nitro d. 22. januar 1996, men kun for at tabe den til Ric Flair igen ved WCW's SuperBrawl VI måneden efter. 
I januar 1996 fik Savage sin tidligere manager Miss Elizabeth ind i WCW igen. Hun vendte sig dog mod ham og sluttede sig til Ric Flairs gruppe The Four Horsemen. Miss Elizabeth gav desuden Flair en masse penge, som hun havde fået fra skilsmissen. Flair og Savage fortsatte deres fejde indtil juni 1996. I februar 1996 vandt Savage sammen Hulk Hogan over otte andre wrestlere (heriblandt den regerende verdensmester Ric Flair) i en speciel kamp ved WCW's Uncensored, og Hogan og Savage fejdede konstant mod The Four Horsemen og Dungeon of Doom.
Ved WCW's Bash at the Beach 1996 stillede Randy Savage sammen med Sting og Lex Luger op for at forsvare WCW mod The Outsiders (Kevin Nash og Scott Hall), der kom udefra og truede med at ødelægge WCW. I kampen blev Hulk Hogan afsløret som The Outsiders' tredje mystiske partner, og de dannede gruppen New World Order (nWo). I de næste måneder blev Savage en af gruppens fjender. Ved WCW's Halloween Havoc i oktober 1996 fik Savage en VM-titelkamp mod Hollywood Hogan, men Hogan vandt, efter at The Giant havde chokeslammed Savage. Savages kontrakt med WCW løb ud kort efter, og han forsvandt fra WCW's ugentlige tv-programmer nogle måneder.

#### Medlem af nWo (1997-1998)
Savage vendte tilbage til WCW i starten af 1997, og ved WCW's SuperBrawl VII hjalp han Hollywood Hogan med at forsvare VM-titlen i en kamp mod Roddy Piper. Randy Savage sluttede sig dermed til nWo, og det var første gang i sin tid i WCW, at Savage blev heel-wrestler. I nWo blev han genforenet med Miss Elizabeth, der havde sluttet sig til gruppen nogle måneder inden. Savage indledte en lang fejde med Diamond Dallas Page og hans kone Kimberly Page. Fejden varede næsten otte måneder og bestod bl.a. af flere forskellige tagteam-kampe, en No DQ match ved Spring Stampede i april, en Falls count anywhere match ved The Great American Bash i juni og en Death match ved Halloween Havoc i oktober. 
Savage genoptog derefter en fejde med Lex Luger. Luger besejrede Savage to gange – ved nWo's Souled Out i januar 1998 og måneden efter ved SuperBrawl VIII. Da det ikke lykkedes Hollywood Hogan at vinde VM-titlen tilbage fra Sting ved SuperBrawl VIII, blev det Savages tur til at få en VM-titelkamp. Der begyndte at opstå uenigheder i gruppen, om hvem der skulle være leder, nu hvor Hogan ikke længere var verdensmester. Savage og Hogan mødtes ved WCW's Uncensored i marts 1998 i en kamp, hvor lederskabet af nWo var på spil. Hogan vandt. Men Savage fik sin VM-titelkamp mod Sting måneden efter ved WCW's Spring Stampede, hvor han besejrede Sting og vandt WCW's VM-titel for tredje gang. I kampen forsøgte Hogan at forhindre Savage i at vinde titlen, men Kevin Nash sørgede for, at titlen gik til Savage. Aftenen efter under en episode af WCW Monday Nitro tabte Savage dog VM-titlen til Hollywood Hogan i en kamp, hvor både Kevin Nash og Bret Hart blandede sig. Som følge af kampen blev Savage atter face-wrestler og dannede sammen med Kevin Nash en populær udbrydergruppe i nWo, der fik navnet nWo Wolfpac. nWo Wolfpac gik i sorte og røde farver frem for nWo's traditionelle sorte og hvide farver. I de næste par uger kæmpede Savage mod bl.a. Bret Hart og Roddy Piper, inden han tog en længere pause fra wrestling for at komme sig over en række knæskader. 

#### VM-titelkampe (1999-2000)
Randy Savage tog næsten et års pause fra wrestling. I december 1998 havde han dog lavet en enkelt optræden, da han hjalp Ric Flair med at besejre Eric Bischoff under en episode af WCW Monday Nitro. Savages egentlige comeback blev dog først flere måneder senere, og dér havde en ny gimmick, ny temamusik og en ny manager (22-årige Gorgeous George) med sig. Savages første opgave var som dommer i en VM-titelkamp ved WCW's Spring Stampede i april 1999 – en kamp, der blev vundet af Diamond Dallas Page og også havde deltagelse af Sting, Hollywood Hogan og den regerende verdensmester Ric Flair. I de næste uger sørgede Savage for, at Diamond Dallas Page forsvarede titlen, men da Kevin Nash vandt VM-titlen ved WCW's Slamboree, begyndte han at gå efter titlen selv. I denne periode dannede han også Team Madness, der også bestod af Madusa og Miss Madness. 
Sid Vicious vendte tilbage til WCW i juni 1999, og han hjalp Savage med at angribe verdensmesteren Kevin Nash. Ved WCW's Bash at the Beach havde Savage en kamp med deltagelse af Sid Vicious, Sting og Kevin Nash, og vinderen ville blive den nye verdensmester. Savage vandt kampen og dermed sin fjerde og sidste VM-titel i WCW. Det var desuden Savages sjette VM-titel i alt, når man tæller hans to VM-titler i WWF med. 
Savages sidste periode som verdensmester varede dog ikke så længe. Aftenen efter under en episode af WCW Monday Nitro gjorde Hollywood Hogan comeback som face-wrestler, og han udfordrede Savage til en VM-titelkamp. Hollywood Hogan vandt kampen, og det var dermed den direkte modsatte situation end året tidligere, fordi Kevin Nash denne gang kom til ringen for at hjælpe Hogan og ikke Savage. Alle Savages VM-titelsejre (både i WCW og WWF) er endt med, at han har tabt VM-titlen til enten Hulk Hogan eller Ric Flair. Team Madness begyndte lige så stille at gå fra hinanden, efter at Madusa og Miss Madness startede med at fejde indbyrdes over, hvem der var skyld i Savages nederlag. Savage fyrede dem begge og indledte en kort fejde med basketballstjernen Dennis Rodman, som han besejrede ved WCW's Road Wild i august 1999. Savage forsvandt igen fra WCW's ugentlige tv-programmer og vendte kun kort tilbage i 2000, hvor han blev medlem af Millionaire's Club, inden han forlod WCW endeligt. 

### Total Nonstop Wrestling Action (2004-2005)
Savage lavede endnu et comeback til wrestling, da han i Total Nonstop Action Wrestling (TNA) konfronterede Jeff Jarrett ved TNA's Victory Road. Han lavede et hold sammen med Jeff Hardy og A.J. Styles, og de besejrede Jeff Jarrett, Kevin Nash og Scott Hall. Det var så meningen, at Randy Savage skulle udfordre Jeff Jarrett til en VM-titelkamp i TNA, men TNA's ledelse ville ikke gå med til at lade Savage vinde VM-titlen, og han forlod organisationen. 

### WWE hylder Randy Savage (2009-2015)
I juni 2009 udgav World Wrestling Entertainment (WWE) en dvd med titlen Macho Madness: The Randy Savage Ultimate Collection, der indeholdt en række af Randy Savages største kampe fra World Wrestling Federation og World Championship Wrestling. Der er mere end otte timers materiale på dvd'en, der blev præsenteret af Maria Kanellis og Matt Striker.
Selv om Randy Savage stod øverst på listen over de største WWE-stjerner, der endnu ikke var blevet optaget i WWE Hall of Fame, lykkedes det ikke WWE og Randy Savage at blive enige om en Hall of Fame-aftale inden hans død i 2011, primært fordi Randy Savage ønskede, at hele Poffo-familien skulle optages - i stil med The Von Erich-wrestling. WWE nægtede dog at ville optage Randy Savages far og bror. 
Randy Savages bror, Lanny Poffo, der tidligere havde wrestlet i WWE, gik dog med til, at WWE - imod Randy Savages ønsker - hyldede Randy Savage ved at optage ham alene i WWE Hall of Fame i 2015, og der blev samtidig udgivet en dokumentarfilm med interview fra blandt andre Lanny Poffo og deres mor, samt en række WWE-wrestlere, heriblandt Hulk Hogan og Triple H. Dokumentaren forklarede blandt andet, hvorfor Randy Savage ikke vendte tilbage til WWE i 2001, hvorfor han havde et så anspændt forhold til sin gamle arbejdsgiver og McMahon-familien, samt Randy Savages komplicerede og ustabile forhold til Miss Elizabeth.

## Død
Den 20. maj 2011 blev det rapporteret, at "Macho Man" Randy Savage fik et hjerteanfald, mens han kørte bil, hvilket forårsagede, at han mistede kontrollen over bilen og ramte et træ i den modsatte side af motorvejen i Tampa, Florida. Hans kone Lynn var med i bilen som passager, men hun overlevede med mindre skader. Begge havde sikkerhedsseler på, da hændelsen fandt sted.

## VM-titler
Randy Savage var en seksdobbelt verdensmester. Han har vundet WWF Championship to gange i World Wrestling Federation og WCW World Heavyweight Championship fire gange i World Championship Wrestling. Alle seks gange han har været verdensmester, har han efterfølgende mistet VM-titlen til enten Ric Flair eller Hulk Hogan. 
| Nr. | VM-titel                           | Modstander  | Org. | Dato              | Show              | Dage | Efterfølger     |
| --- | ---------------------------------- | ----------- | ---- | ----------------- | ----------------- | ---- | --------------- |
| 1   | WWF Championship                   | Ledig1      | WWF  | 27. marts 1988    | WrestleMania IV   | 371  | Hulk Hogan      |
| 2   | WWF Championship                   | Ric Flair   | WWF  | 5. april 1992     | WrestleMania VIII | 149  | Ric Flair       |
| 3   | WCW World Heavyweight Championship | Ledig2      | WCW  | 26. november 1995 | World War 3       | 31   | Ric Flair       |
| 4   | WCW World Heavyweight Championship | Ric Flair   | WCW  | 22. januar 1996   | WCW Monday Nitro  | 20   | Ric Flair       |
| 5   | WCW World Heavyweight Championship | Sting       | WCW  | 19. april 1998    | Spring Stampede   | 1    | Hollywood Hogan |
| 6   | WCW World Heavyweight Championship | Kevin Nash3 | WCW  | 11. juli 1999     | Bash at the Beach | 1    | Hollywood Hogan |

1 Savage vandt finalen i en titelturnering om den ledige VM-titel over Ted DiBiase.

2 Savage vandt en battle royal om den ledige VM-titel.

3 Kampen var en tag team match, hvor den regerende verdensmester Kevin Nash ville miste sin VM-titel, hvis der blev lavet et pinfall imod ham. I kampen kæmpede Savage og Sid Vicious mod Kevin Nash og Sting. 